# 法國大元帥

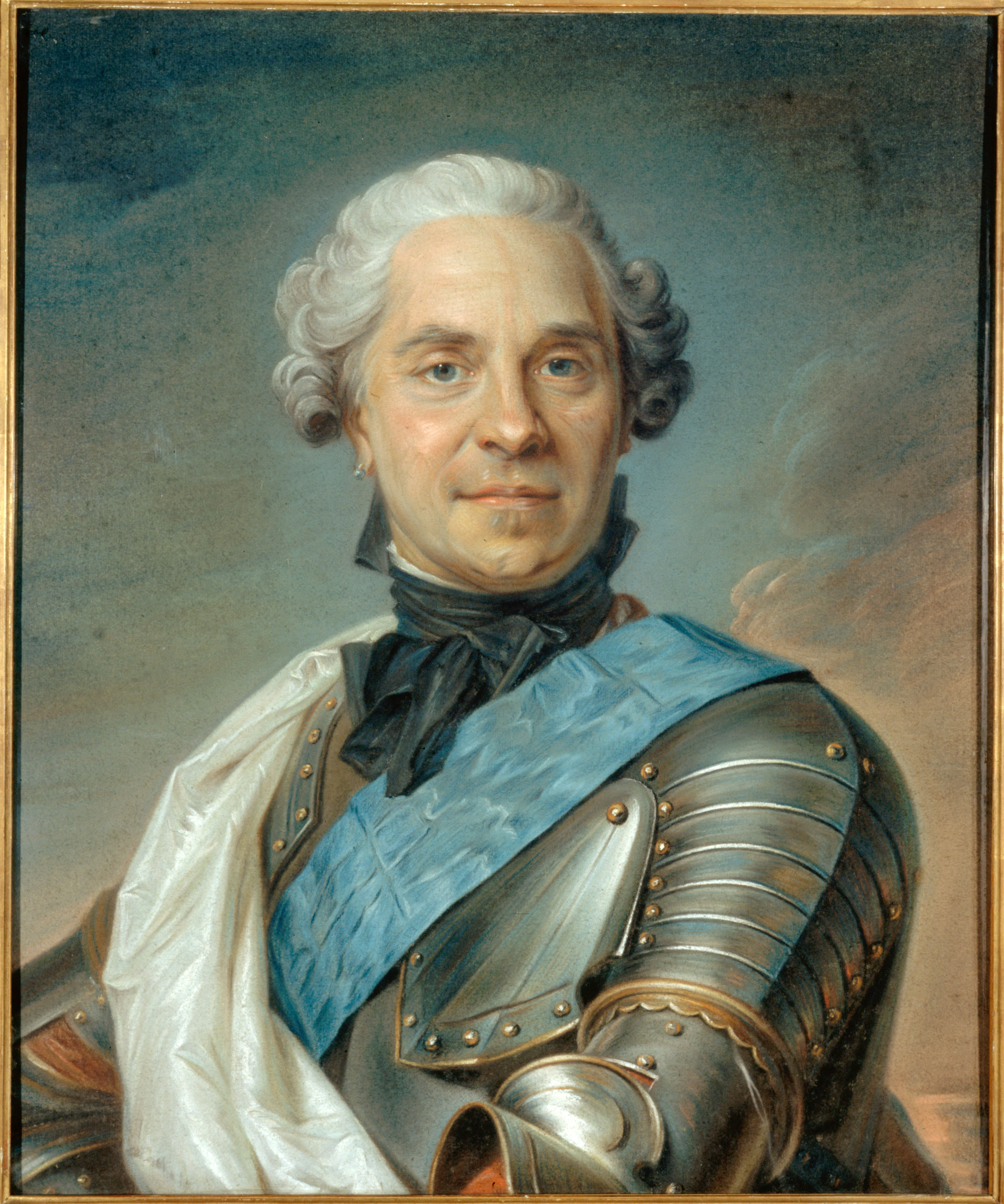
莫里斯·德·薩克斯的肖像，他於1747年被路易十五封為法國大元帥

法國大元帥（法語：Maréchal général de France），或稱國王營地與軍隊大元帥（法語：Maréchal général des camps et armées du roi）是自法蘭西王室統帥於1626年廢除後法蘭西王國最高的軍銜，在戰時有權指揮全法國內的軍隊及駐紮地。該頭銜皆授與當時軍事名聲最顯的法國元帥，雖具有實權但常被視為榮譽性質。
此頭銜原先被視為法蘭西王室統帥無用時的替代品，但在1626年廢除「法蘭西王室統帥」後正式成為最高軍銜，在200多年中僅有六位元帥獲封。
| 肖像 | 人名                            | 持有年份       | 生卒年         |
| ---- | ------------------------------- | -------------- | -------------- |
|      | 比龍公爵夏爾·德·貢托            | 1594年－1602年 | 1562年－1602年 |
|      | 萊迪吉埃公爵弗朗索瓦·德·博納    | 1621年－1626年 | 1543年－1626年 |
|      | 蒂雷納子爵亨利·德·拉圖爾多韋涅  | 1660年－1675年 | 1611年－1675年 |
|      | 馬蒂格親王克洛德·路易·德·維拉爾 | 1733年－1734年 | 1653年－1734年 |
|      | 薩克森伯爵莫里斯·德·薩克斯      | 1747年－1750年 | 1696年－1750年 |
|      | 達爾馬提亞公爵讓·德迪厄·蘇爾特  | 1847年－1851年 | 1769年－1851年 |